# Violpetunia
Violpetunia (Petunia integrifolia) är en potatisväxtart som först beskrevs av William Jackson Hooker, och fick sitt nu gällande namn av Schinz och Thellung. Enligt Catalogue of Life ingår Violpetunia i släktet petunior och familjen potatisväxter, men enligt Dyntaxa är tillhörigheten istället släktet petunior och familjen potatisväxter. Arten förekommer tillfälligt i Sverige, men reproducerar sig inte.

## Underarter
Arten delas in i följande underarter:
- P. i. depauperata
- P. i. integrifolia

## Bildgalleri

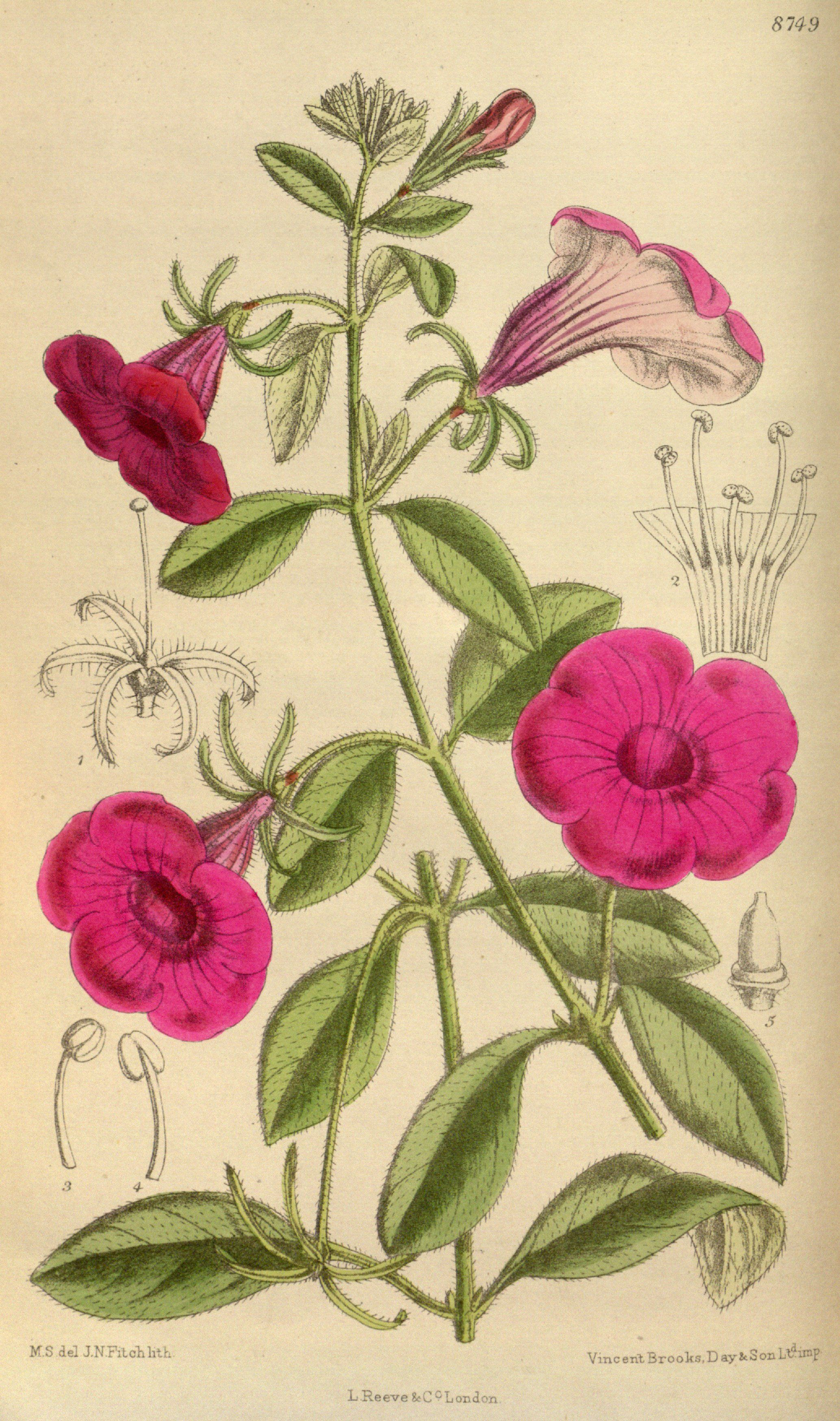